# انیمه
اَنیمه (ژاپنی: アニメ, ) (به انگلیسی: Anime) سبکی از طراحی با دست و پویانمایی رایانه‌ای (انیمیشن) است که خاستگاه آن ژاپن بوده و معمولاً بر مبنای مانگا، لایت ناول، یا بازی‌های ویدئویی ساخته می‌شود. در خارج از ژاپن و در زبان انگلیسی، انیمه منحصراً به پویانمایی تولید شده در ژاپن اشاره دارد. با این حال، در ژاپن و زبان ژاپنی، انیمه (اصطلاحی که در واقع از کوتاه شدن واژهٔ انگلیسی انیمیشن گرفته شده است) تمامی آثار پویانمایی را بدون در نظر گرفتن سبک یا منشأ آن توصیف می‌کند.

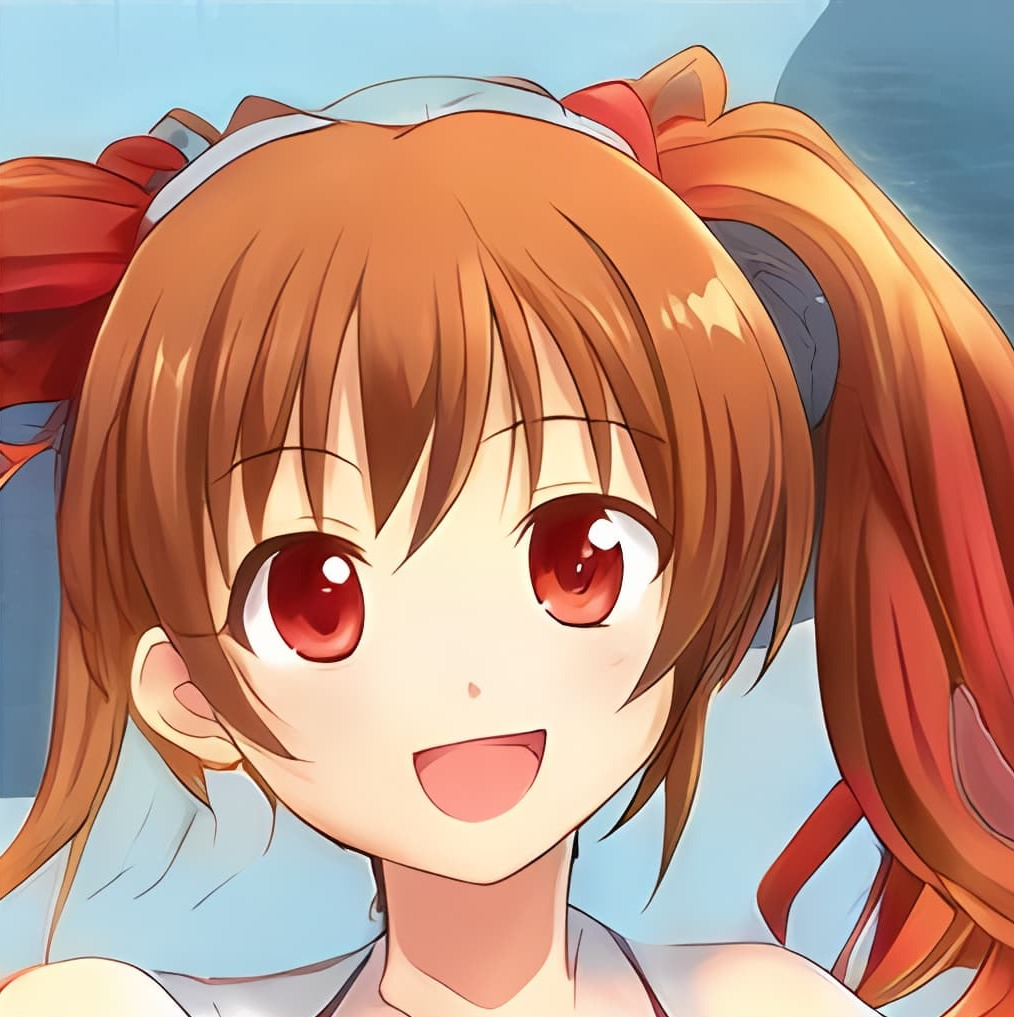
یک طراحی شخصیت رایج در انیمه‌ها

اولین انیمیشن‌های تجاری ژاپنی مربوط به سال ۱۹۱۷ است. یک سبک هنری مشخص در دهه ۱۹۶۰ با آثار اوسامو تزوکا کاریکاتوریست ژاپنی ظهور پیدا کرد و در دهه‌های بعد گسترش یافت و مورد توجه مخاطبان داخلی زیادی قرار گرفت. انیمه‌ها دارای خصوصیاتی همچون نقاشی‌های رنگارنگ، شخصیت‌های پرجنب و جوش، داستانی همراه با پیکار و نبرد و اغلب با موضوعاتی خیالی همراه است که در آینده رخ می‌دهند. در مقایسه با انیمیشن‌های غربی، تولید انیمه معمولاً کمتر بر واقعی‌ نشان دادن حرکات و ژست‌ها تمرکز می‌کند و بیشتر روی جزئیات محیط متمرکز است، از سبک‌های هنری متنوعی استفاده می‌شود و ویژگی شخصیت‌ها می‌تواند کاملاً متنوع باشد یا می‌تواند یک ویژگی مشترک مانند داشتن چشم‌هایی درشت و پراحساس بین شخصیت‌ها وجود داشته باشد. انیمه‌ها به ژانرهای متعددی طبقه‌بندی می‌شوند و مخاطبان گوناگون و گسترده‌ای را مورد هدف قرار می‌دهند.
نمایش انیمه‌ها از طریق پخش در شبکه‌های تلویزیونی، مستقیماً در رسانه‌های خانگی و همچنین اینترنت صورت می‌پذیرد. صنعت انیمه متشکل از بیش از ۴۳۰ شرکت تولیدکننده از جمله استودیوهای بزرگی مانند: استودیو جیبوری، کیوتو انیمیشن، سانرایز، بونز، یوفوتیبل، ماپا، ویت استودیو، کومیکس ویو فیلمز، و توئی انیمیشن است. همچنین از دهه ۱۹۸۰، با افزایش برنامه‌های دوبله و زیرنویس خارجی، و از دهه ۲۰۱۰ با توزیع روزافزون از طریق سرویس‌های پخش و گسترش فرهنگ انیمه، چه در ژاپن و چه در سراسر جهان، این سبک شاهد موفقیت بین‌المللی گسترده‌ای بوده است. آثاری مانند اتک ان تایتان، دفترچه مرگ، وان پیس، ناروتو، بلیچ، جوجوتسو کایسن، حماسه وینلند، شیطان کش و . . . تعدادی از شناخته شده‌ترین انیمه‌های سریالی هستند. از سال ۲۰۱۶، انیمه‌های ژاپنی، ۶۰ درصد از برنامه‌های تلویزیونی پویانمایی جهان را به خود اختصاص داده‌اند.

## تعریف و کاربرد

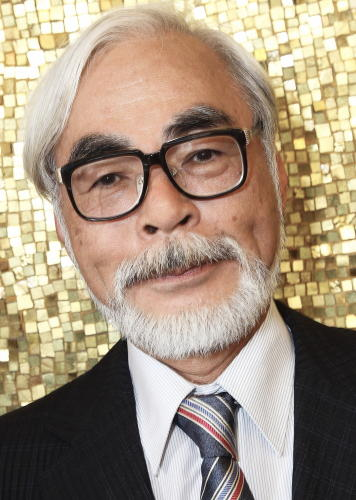
هایائو میازاکی یکی از برجسته‌ترین فیلمسازان تاریخ پویانمایی

انیمه یک سبک منحصر به فرد است. در مورد ریشهٔ واژهٔ انیمه مناقشه‌هایی وجود دارد. اصطلاح انگلیسی «انیمیشن» در کاتاکانای ژاپنی به صورت アニメーション (آنیمِشون) نوشته می‌شود و アニメ (آنیمه) شکل کوتاه‌شدهٔ آن است. بعضی منابع ادعا می‌کنند که انیمه از اصطلاح فرانسوی انیمیشن، یعنی dessin animé، گرفته شده است اما دیگران باور دارند که این قضیه یک افسانه است. در زبان فرانسوی anime به عنوان صفت به معنی جاندار و متحرک است. در انگلیسی، انیمه (زمانی که به عنوان یک اسم مصطلح استفاده شود) معمولاً حالت اسم جمع دارد. پیش از استفاده فراگیر واژه انیمه، اصطلاح ژاپنیمیشن در دهه‌های ۱۹۷۰ و ۱۹۸۰ رایج بود. در اواسط دهه ۱۹۸۰ واژه انیمه کم‌کم جایگزین ژاپنیمیشن شد. به‌طور کلی، در حال حاضر واژه اخیر تنها برای تشخیص و اشاره به انیمیشن‌های ژاپنی بکار می‌رود.
واژه انیمه گاهی مورد نقد نیز قرار گرفته است؛ مثلاً در سال ۱۹۸۷ هایائو میازاکی بیان کرد که از این اصطلاح متنفر است زیرا به نحوی به ویرانی صنعت انیمیشن ژاپن اشاره می‌کند. او این ویرانی را با انیماتورهای بدون انگیزه ولی پرکار برابر دانست که با تکیه بر یک پیکرنگاری ثابت از ویژگی‌های چهره و اغراق در حواس حرکتی طراحی می‌کنند اما عمق، کمال، احساس یا فکر در کار آنان دیده نمی‌شود.

## تاریخچه

نمونه‌ای از پویانمایی انیمه، در سمت چپ نمونه‌هایی از انیمه‌های قدیمی قرار دارد و در سمت راست نمونه‌های مدرن‌تر، به تفاوت‌ها دقت کنید.

تاریخ انیمه از اوایل سدهٔ ۲۰ آغاز می‌شود که فیلم‌سازان ژاپنی با واژه انیمیشن که در آن زمان در کشورهایی مانند فرانسه، آلمان، ایالات متحده و روسیه استفاده می‌شد آشنا شدند. کاتسودو شاشین، قدیمی‌ترین انیمه‌ای است ۳ ثانیه‌ای از یک ملوان در سال ۱۹۰۷. برخلاف آمریکا، فیلمسازی ژاپن به صورت سازمانی کوچک بود که با مشکلاتی از قبیل کمبود بودجه، مکان و محدودیت دست به گریبان بود. با مطرح شدن انیمیشن، هنرمندان قادر به ساخت هر نوع کاراکتر و صحنه‌ای شدند. در طی دهه ۷۰، درصد محبوبیت مانگا بسیار بالا رفته بود که معمولاً بعداً انیمیشنی براساس آنان نیز ساخته می‌شد. از کارهای اوسامو تزوکا که بعداً معروف به «افسانه» و «خدای مانگا» شد، می‌توان در این زمینه نام برد. به دلیل این چنین فعالیت‌هایی انیمه امروز به عنوان یک هنر شناخته می‌شود. برای مثال، نوع روبات‌های بزرگ که با نام مِکا شناخته می‌شود، با تزوکا شروع، توسط گو ناگائی (Go Nagai) و … رشد پیدا کرد و با یوشیوکی تومینو متحول شد.
انیمه‌های رباتیک مانند گاندام و دژ فضایی در دهه ۸۰ به عنوان کلاسیک‌های این نوع نام گرفتند و این نوع انیمه هنوز هم یکی از مطرح‌ترین انواع انیمه هستند. در دهه ۸۰، انیمه در رسانه‌های ژاپن قبول و به سرعت به یک رشته تولید موفق تبدیل شد. از برخی از محبوبترین انیمه‌ها در ایران می‌توان به دراگون بال، ناروتو، بلیچ، وان پیس، گینتاما، حمله به تایتان و فری تیل و دفترچه مرگ اشاره کرد.

## ویژگی‌ها

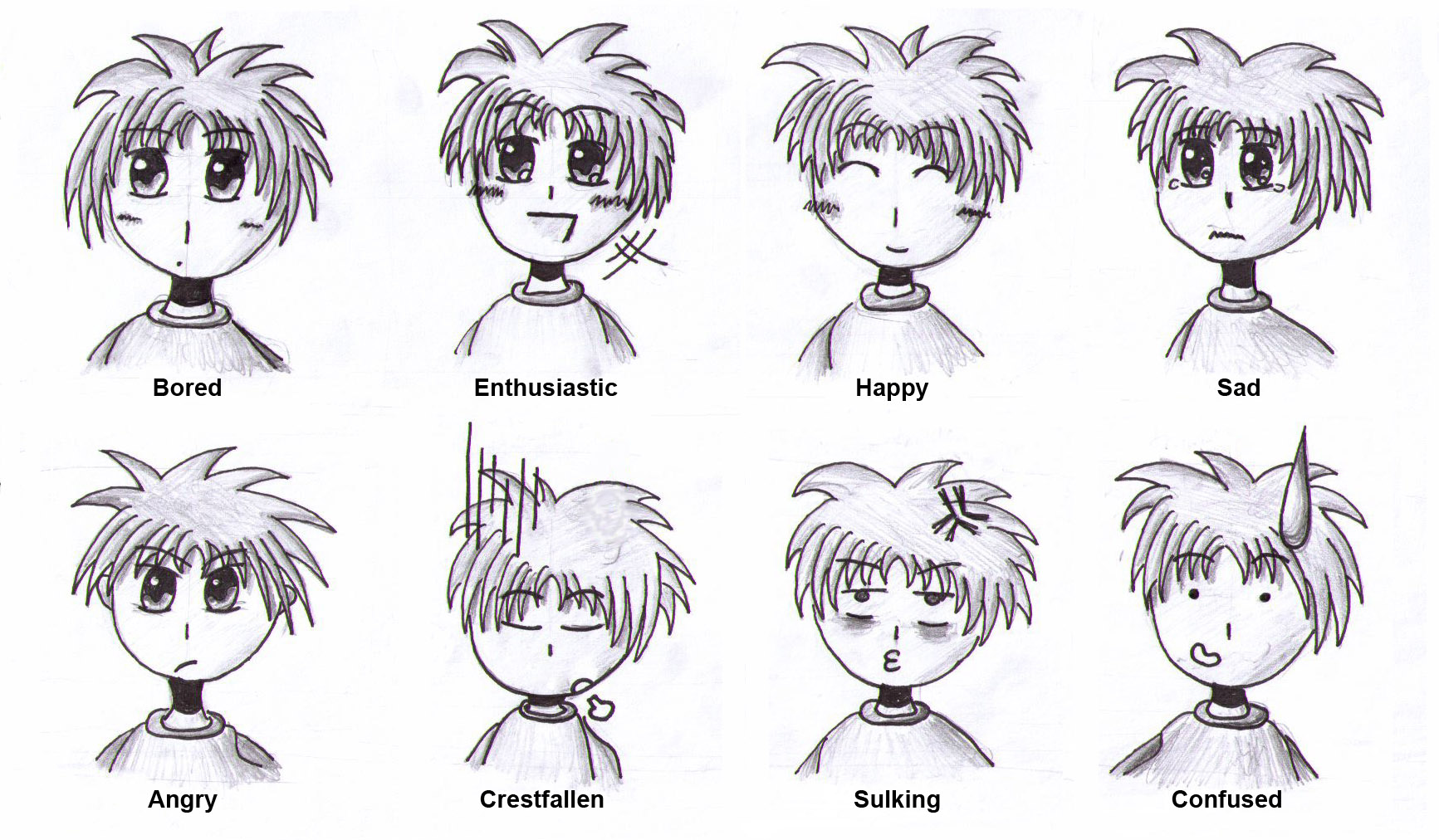
طراحی حالات مختلف چهره انیمه

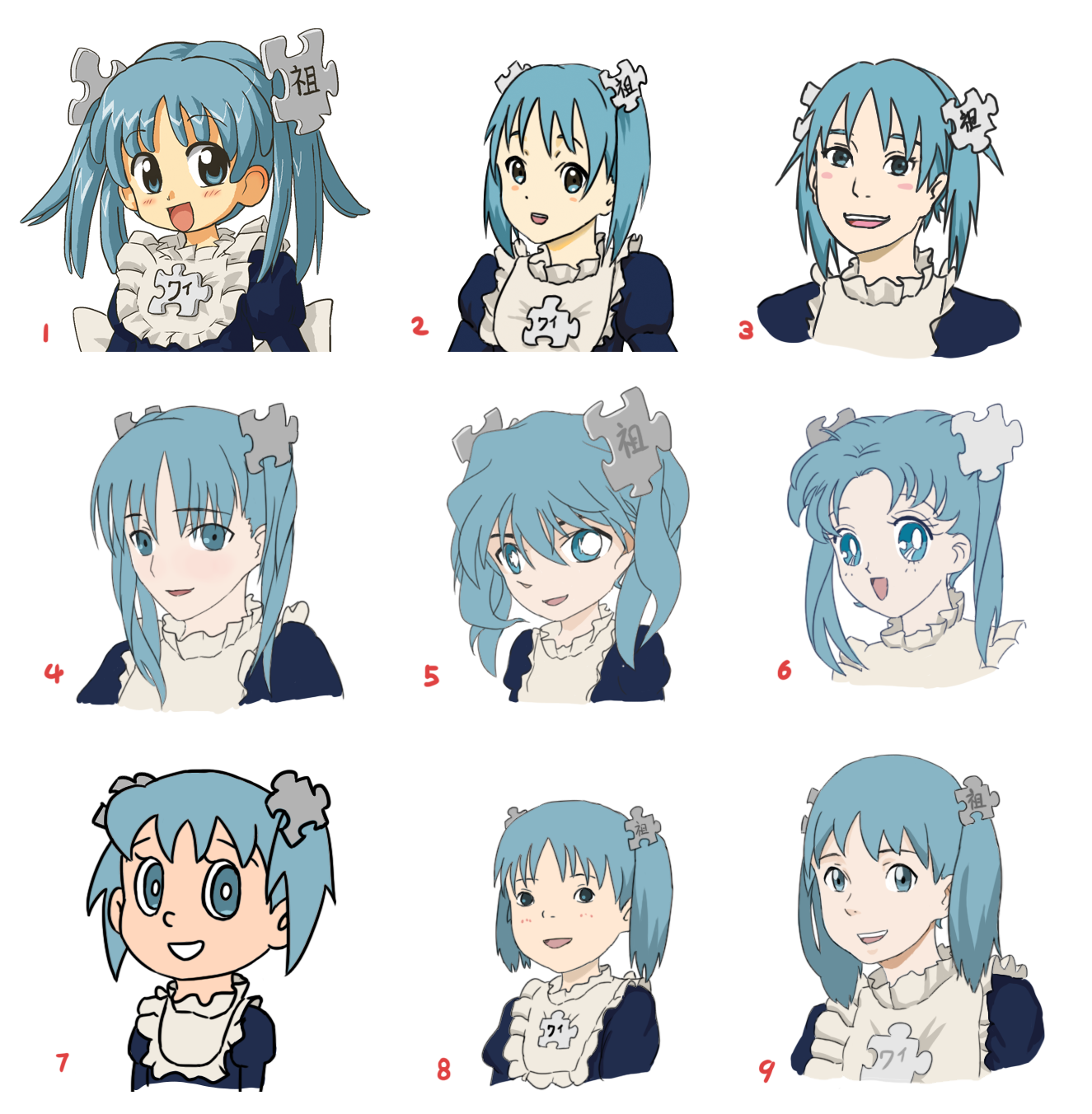
سبک‌های مختلف طراحی انیمه

انیمه از نظر سبک‌های هنری، روش‌های پویانمایی، تولید و روند کار متنوع با دیگر انواع انیمیشن تفاوت‌های زیادی دارد. از نظر بصری، انیمه یک شکل هنری متنوع است که سبک‌های هنری متفاوتی را شامل می‌شود که بین هر خالق، هنرمند و استودیو تفاوت دارد. با اینکه هیچ سبک هنری انیمه بر دیگری غالب نیست، اما بعضی ویژگی‌های مشابه در تکنیک‌های پویانمایی و طراحی شخصیت بین آن‌ها دیده می‌شود. تأثیر هنر انیمه از دنیای پویانمایی فراتر رفته و در جهان ادبیات نیز با الهام از آن شعر انیمه به وجود آمده که خواهان نمود تخیل خلاق و بی سابقهٔ انیمیشنی در ساحت زبان شده است.

## اقتباس‌های سینمایی
تاکنون از انیمه‌ها اقتباس‌هایی (لایو اکشن) سینمایی و سریالی مانند وان پیس و دفترچه مرگ و … ساخته شده است.
همچنین برخی انیمه‌ها مایهٔ اقتباس و الهام برای ساخت برخی سینمایی‌های مطرح هالیوودی بوده‌اند. مانند مرثیه‌ای بر یک رؤیا و قوی سیاه که از انیمه آبی تمام‌عیار الهام گرفته شده‌اند. حاشیه اقیانوس آرام که از انیمه نئون جنسیس اونگلیون و سینمایی ماتریکس که از شبح درون پوسته الهام گرفته شده‌اند.

## نگارخانه

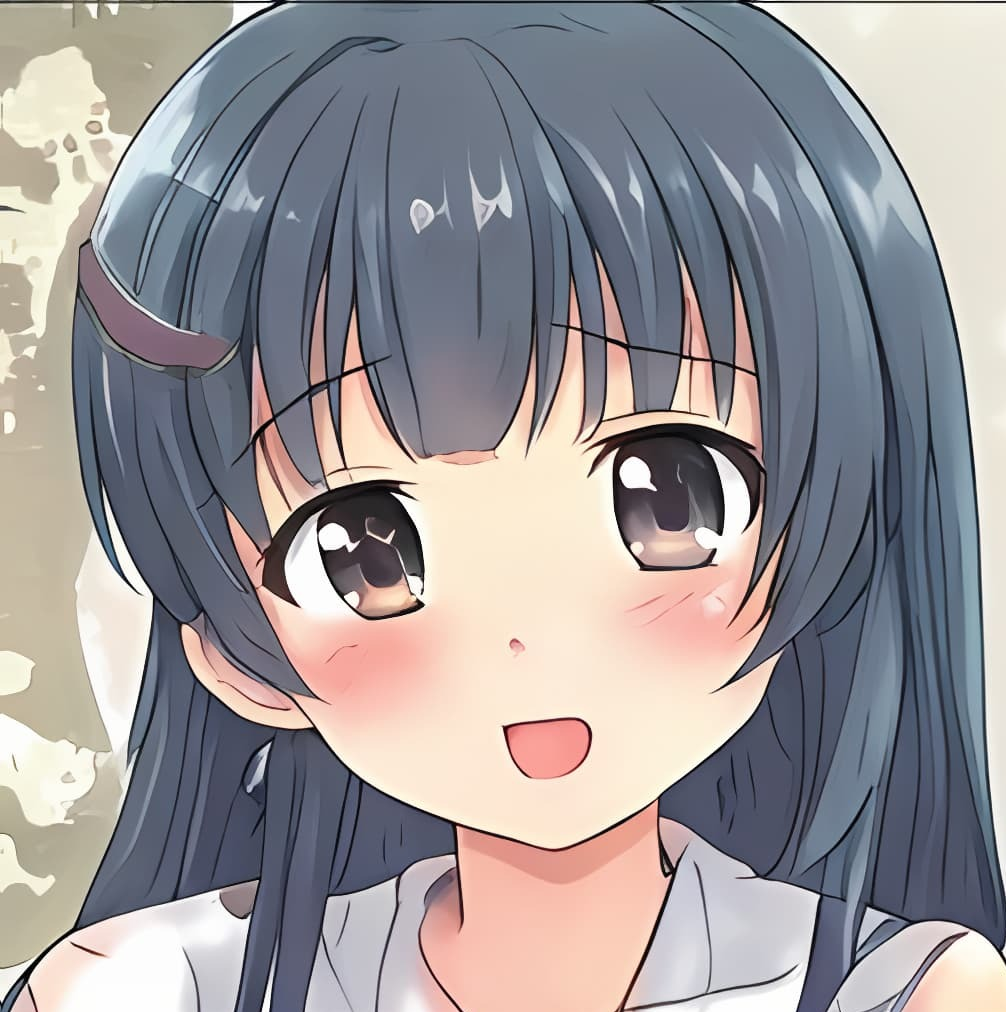
نمونه انیمه